# ESBC Menhir
ESBC Menhir is de oudste en tegenwoordig ook de enige basketbalvereniging in de Nederlandse stad Sneek (provincie Friesland).
De afkorting in de naam van de club staat voor Eerste Sneeker Basketbal Club, waarbij de toevoeging Menhir duidt op de prehistorische stenen. Deze betekenis komt voort uit Mean (steen, of sterk) en Hir (hoog), die beide belangrijke eigenschappen voor een basketbalspeler zijn. Daarnaast worden deze stenen gebruikt voor het maken van formaties van lijnen of kringen, hetgeen ook bij het basketbalspel van toepassing is.
De vereniging is opgericht op 30 november 1967. Haar thuiswedstrijden speelt de club in de Sneker Sporthal, alwaar het eerste team uitkomt in de tweede klasse. Daarnaast heeft Menhir nog vier andere (jeugd)teams. De club telt in totaal 100 leden.